# Lars-Åke Krantz
Lars-Åke Krantz, född 29 november 1957, är en svensk frilansjournalist uppväxt i Ullånger i Ångermanland. Han har medverkat i flera olika motortidningar. 

## Verksamhet

### Journalist
Krantz skrev tidigare i Wheels Magazine men flyttade över till Bilsport Classic 2004. Han har publicerats i Nostalgia, Retro, Trucking och Bilsport. 2008 blev han chefredaktör för en egen tidning med namnet Classic Börsen och skrev även parallellt i både Bilsport Classic och Classic Börsen. I januari 2014 startade han webbtidningen Worldkustom tillsammans med Mats Carlsson, som sedan tidigare driver internetsidan www.usabil.nu. Ett år senare slutade Krantz som frilansare hos andra papperstidningar för att satsa helt på Worldkustom. 
Krantz har gett ut fyra krönikesamlingar samt en bok om brandmannen Lasse Gustavson; boken har översatts till norska och finns även som talbok.

### Motorträffar
Krantz är speaker på motorträffar med företrädesvis amerikanska bilar. Han är den ende som varit huvudspeaker på samtliga Sveriges tre största träffar, Classic Car Week i  Rättvik, Power Meet i Västerås, Wheels Nationals i Stockholm och Västerås Summer Meet.
År 2008 startade Krantz en ny form av bilshow, Krantz Challenge, där bilar tävlar mot varandra i skönhet och charm i en utslagningsstege hämtad från dragracing. 2015 blev Lars-Åkes bilshow Krantz Challenge störst i Sverige, geografiskt och till antal, med nio tävlingar under sommaren spridda från Trelleborg i söder till Gällivare i norr.
2009 startade Krantz ett eget klädmärke med en retrojacka i skinn. Den benämns allmänt "Krantzjackan" , och 2011 kom en damversion av den.

### Musiker
2007 bildades countryrockbandet Krantz & Krantz med i huvudsak familjemedlemmarna. År 2011 släppte bandet Krantz & Krantz sin första CD-skiva, och 2015 spelade delar av Krantz & Krantz i USA med Peter Jezewski på bas.